# José Zorrilla
José Zorrilla y Moral (Valladolid, 21 febbraio 1817 – Madrid, 23 gennaio 1893) è stato un poeta e drammaturgo spagnolo.

## Biografia
Considerato da molti il più celebre scrittore romantico spagnolo, non ha avuto una vita particolarmente romantica, a parte lunghe permanenze in Francia e Messico. Proprio qui divenne poeta preferito dell'imperatore Massimiliano d'Austria. Nel 1882 fu accolto nell'Accademia spagnola e nel 1889 fu incoronato poeta a Granada. 
Nelle sue poesie liriche a tema patriottico e religioso, si riconosce la profonda influenza di Victor Hugo; invece nelle sue leyendas è ben marcata una vena popolare, anche se spesso l'ambientazione medievale risulta piuttosto scontata; quelle che ebbero maggior successo furono A buen juez, mejor testigo, El capitan Montoya e El Cristo de la Vega. 
Le opere che gli diedero più fama furono i drammi, in modo particolare Don Juan Tenorio del 1844, versione a lieto fine e idealizzata del Don Giovanni in cui alla fine si redime.
Grande ammiratore dell'attrice spagnola Maria Álvarez Tubau, firmò nel 1891, insieme a Nuñez de Arce, Campoamor, Emilio Castelar e  José de Echegaray, oltre ad altri giornalisti, politici e intellettuali, un documento in cui definiva la Tubau "Dottoressa in Arte Drammatica".

## Opere

### Poesie
- Ira de Dios - L'ira di Dio, a tema religioso
- La Virgen al pie de la Cruz - La Vergine ai piedi della Croce, a tema religioso
- Un recuerdo y un suspiro - Un ricordo e un sospiro, lirica amorosa
- A una mujer - A una donna, lirica amorosa
- La meditación - La meditazione, poesia sentimentale
- La luna de enero - La luna di gennaio, poesia sentimentale
- Toledo - poesia popolare
- A un torreón - poesia popolare

### Racconti epici
- Los Cantos del Trovador (1840)
- Granada (1852)
- La Leyenda del Cid
- María. Corona poética de la Virgen (1849)

### Leyendas (leggende in versi)
- A buen juez mejor testigo - A buon giudice, miglior testimone
- Para verdades el tiempo y para justicias Dios
- El capitán Montoya - Il capitano Montoya
- Margarita la tornera
- La pasionaria
- La azucena silvestre
- La princesa Doña Luz
- A la memoria de Larra

### Drammi
- El zapatero y el Rey - Il calzolaio e il re, (1839 e 1842)
- Sancho García (1842)
- El puñal del godo - Il pugnale del goto, (1843)
- Don Juan Tenorio - Don Giovanni, (1844)
- La Calentura (1847)
- Traidor, inconfeso y mártir - Traditore, inconfesso e martire, (1849)
- Recuerdos de tiempo viejo - Ricordi del tempo antico, (1880-1883)